# Красногорский сельсовет (Могилёвская область)
Красногорский сельсовет — административная единица на территории Мстиславского района Могилёвской области Белоруссии. Административный центр — агрогородок Подлужье.

## История
9 декабря 2017 г. в состав Красногорского сельсовета включены населённые пункты упразднённого Селецкого сельсовета — агрогородок Селец, деревни Березуйки, Воровского, Дудчицы, Коленьково, Колтово, Ластригино, Слезки, Телятково.

## Состав
Красногорский сельсовет включает 25 населённых пунктов:
- Березуйки — деревня
- Большая Лещенка — деревня
- Воровского — деревня
- Дудчицы — деревня
- Засожье — деревня
- Ковшово — деревня
- Колотовино — деревня
- Колтово — деревня
- Коленьково — деревня
- Колтово — деревня
- Коробчино — деревня
- Красная Горка — деревня
- Кудричи — деревня
- Ластригино — деревня
- Людогощь — деревня
- Малая Зятица — деревня
- Малая Лещенка — деревня
- Митьковщина — деревня
- Подлужье — агрогородок
- Парадино — деревня
- Святозерье — деревня
- Селец — агрогородок
- Слёзки — деревня
- Телятково — деревня
- Шумяничи — деревня

## Достопримечательность
- Руины церкви Св. Онуфрия в Онуфриево (ныне - аг. Селец)